# SoftBank X01HT
SoftBank X01HT（ソフトバンクX01HT）はHTCが開発しソフトバンクモバイルが販売するWindows Mobile搭載のPocket PC(HTC Hermes)である。

## スペック
- ROM：128MB
- OS : Microsoft Windows CE 5.0 / Microsoft Windows Mobile 5.0
- 外部接続
  - miniUSB (ver 2.0 Full Speed)、シリアル、オーディオ、電源接続用
  - IrDA 1.4 low power spec
  - GSM外部アンテナコネクタを搭載
  - Bluetooth Ver 2.0 HFP,HSP,DUN,A2DP/AVRCP（DUNはサポート範囲外の設定変更とソフトウェアコンポーネントのインストールが必要）
  - IEEE 802.11b/g (Wi-Fi)

## 主な機能・サービス
- メディアプレイヤー
  - AMR/AAC/WAV/WMA/WMV/MP3 対応
  - 再生時間：WMV：約8時間、WMA：約12時間
- Skypeソフトウェアのポストインストールで使用可能
- Internet Explorer Mobile搭載
- Mobile Outlook を搭載 (Exchange, POP3 に対応)
- かんたんWi-Fi接続

| 主な対応サービス         | 主な対応サービス                | 主な対応サービス     | 主な対応サービス |
| ------------------------ | ------------------------------- | -------------------- | ---------------- |
| S!一斉トーク             | S!ともだち状況                  | Yahoo!mocoa          |                  |
| S!ループ                 | S!タウン                        | S!速報ニュース       |                  |
| PCサイトダイレクト       | 電子コミック                    | S!アプリ             |                  |
| 着うたフル／着うた       | デコレメール                    | S!電話帳バックアップ |                  |
| S!FeliCa                 | S!ミュージックコネクト          | S!GPSナビ            |                  |
| コンテンツおすすめメール | TVコール                        | 国際ローミング       |                  |
| ワンセグ                 | 3G ハイスピード 下り最大1.8Mbps | S!おなじみ操作       |                  |

## 機能制限と対策
- Yahoo!ケータイ非対応。公式には発表されていないが、WAP用のアクセスポイントに接続することで利用可能である。S!メールは2007年3月16日よりMy SoftBankで配布されている「SoftBankメール」アプリを使うことにより対応する。また有志によるMMS受信ソフトも開発されている。
- 公式にはパソコンやPDAのモデムとしては動作しないとしている。ただし、これはハードウェアの制限によるものではない。

## 特徴
開発コードネーム・"HTC Hermes"と呼ばれていた機種(正式な製品名はHTC TyTn)をソフトバンクモバイル向けにカスタマイズを行っている。NTTドコモから販売されているhTc ZもHTC Hermesをベースにした機種だが、ソフトバンクモバイルから販売されている機種はHERM200と呼ばれているものであり、HSDPAを標準でサポートしている（ハードウェアとしてはどちらもHSDPAに対応しており、ソフトウェアにより切り替わる）。
HermesおよびhTc Zにない機能で本機種にのみある機能としては、一定期間ソフトバンクまたは旧ボーダフォンのSIMカードを挿入していない状態が続いた場合、システムを利用できないようにするという機能がある。正規のSIMカードが挿入されているかどうかは電波の到達状況をトリガーにしているため、フライトモードに設定されているとこの判断が先延ばしにされるが、フライトモードを継続している場合であっても、一定期間を過ぎた場合はやはり機能が利用できなくなる。
工場出荷時の時計設定が比較的古い日時のため、購買直後に電波が到達しない場所で時計を設定した場合、この機能に引っかかる場合がある。この問題の対策として、2006年11月に実施されたバージョンアップにおいてデフォルトの日時が未来に設定されるようになった。
解約後の使用を制限するために、ワンセグ携帯などでも同様の機能が導入されている。しかし、専らこれらの機能を回避することを身上にしているユーザーたちによって、次々と対策が練られているのも事実である。

## HTCの本格的な日本進出モデル
時を前後して NTT DoCoMo からハードウェア同型の htc Z が発売されているが、当初は法人チャンネルだけ（のちに本体を7万円前後でWeb販売を一般向けに開始）だったため、HTCにとってはX01HTが初のコンシューマモデルということになる。X01HT発売の2006年10月の時点ですでにPDAの世界市場でトップシェアを持っていたHTCはSoftBank Mobile のマーケティング活動以外にも積極的なマーケティング活動を展開。2007年3月のホワイトモデル発売に際しては「就職活動に使えるケータイ」であるとして、JR新宿駅構内にスマートフォン・カフェを期間限定で出店し、PDAとして使えることをアピールした。